# 1990 KC1
1990 KC1 är en asteroid i huvudbältet som upptäcktes den 20 maj 1990 av den australiensiske astronomen Robert H. McNaught vid Siding Spring-observatoriet.
Asteroiden har en diameter på ungefär 6 kilometer och den tillhör asteroidgruppen Eunomia.